# 大年 (歲差年)

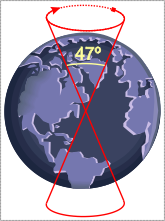
地球的自轉軸對黃道的傾斜保持不變，但會在天球上掃掠出一個圓形路徑，完成這個圓的時間被稱為大年，是很長的一個時間單位。

大年也稱為柏拉圖年或歲差年，是春分點完整的繞行黃道一周所經歷的時間，長度大約是25,800年，目前較精確的數值是25,765年，因為進動的數值會改變，所以無法計算出更準確的時間長度。雖然占星學很重視大年，但現代的天文學家卻不太在意。歲差的受到重視是源自於學者對神話起緣的研究，例如對羅伯特墳 (Robert Graves)綜合性的研究，就包含了希臘神話。經由考古學從早期的歷史紀錄和史前史符號中的發現，可以從更早的神話片段中尋找到它們的起源。
在文學作品中發現的歲差週期通常都是26,000年，都圍繞著更精確的25,800年的週期。因為歲差的變化數值是隨著時間改變的，而實際上不可能測量出過去改變的確切速率。現在採用的數值是每年50.3″角秒，因此每25,765年完整的環繞一周，但實際的數值在50.25″至50.34″之間變動者，因此環繞一周的時間會與以50.3″角秒推算的有所出入，可能會在25,791年至25,744之間。
目前歲差的速度正在增加中，因此週期將會減少。在數百萬年歲月的太陽系數值模擬中，已經歷了數百個257世紀的週期。
占星學家並不接受這種觀念，絕大部分仍採用每年50″角秒的歲差數值導出大年為25,920年。一些星占家，像是鮑里斯·克里斯托就喜歡將2100年用大年標示為25,200年。印度的學者偶像Sri Yukteswar將大年的長度定為24,000年，並將12,000年定為上昇年，另外12,000年定為下降年。在印度，大年也稱為瑜珈年。
在天文學史上，大年也許真的有實際的週期，或僅有占星術上的意義。在古代的斯多噶學派，大年是很重要的觀念。希臘人有時以這個週期為肉眼行星 (naked eye planets)重新編曆。
依據Giorgio de Santillana的說法，有來自30多個古老的文化的200個神話或民間故事與大年有關，試圖用來解釋天空的變化。 
《大年》是Nicholas Campion撰寫的一本書，敘述某些古老和現代神話的大年概念。由Walter Cruttenden編劇，James Earl Jones旁白的紀錄片，The Great Year，敘述天文學上和考古學上一些有關大年的證據。